# Salón de masajes

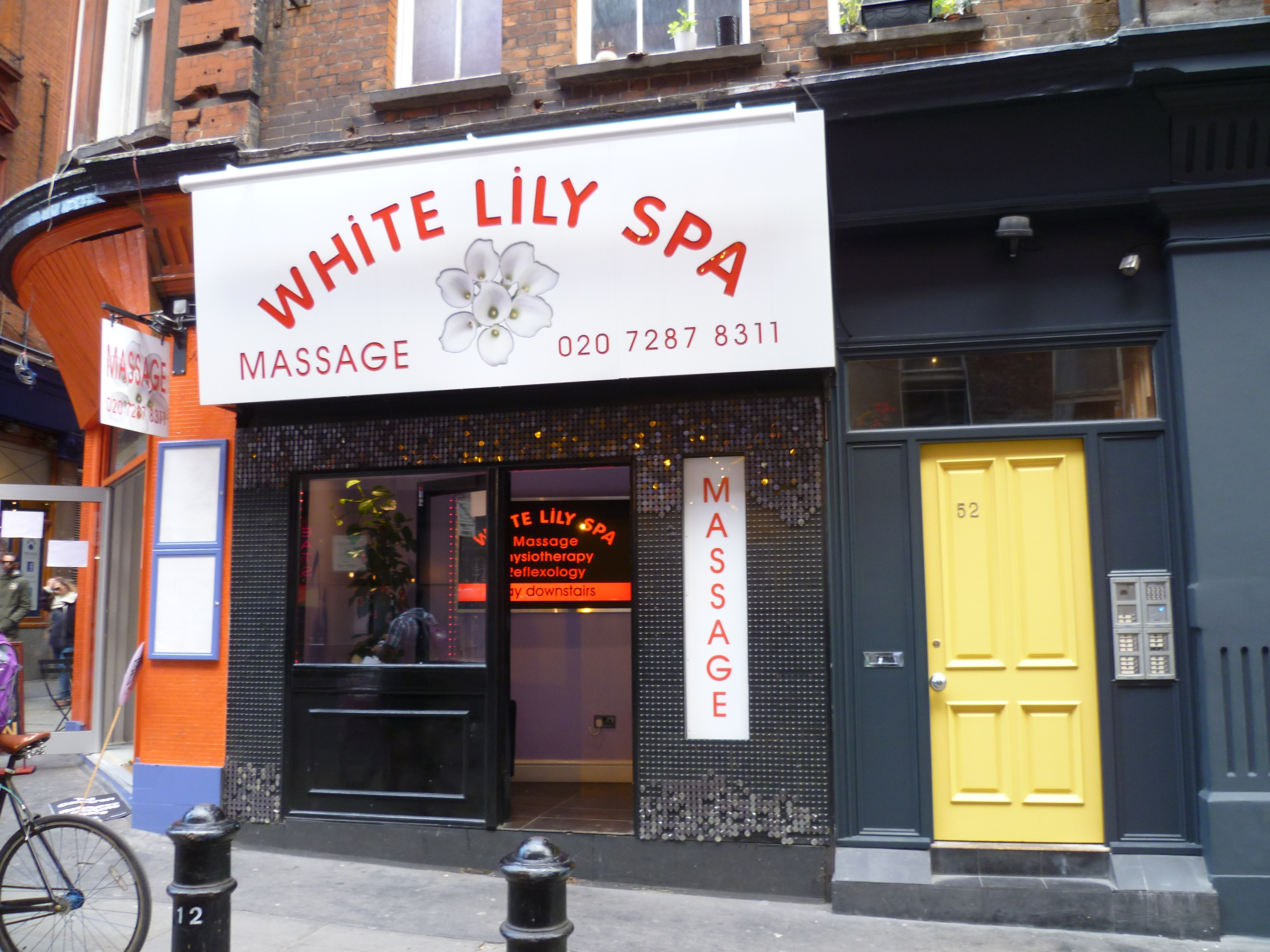
Salón de masaje en Soho, Londres.

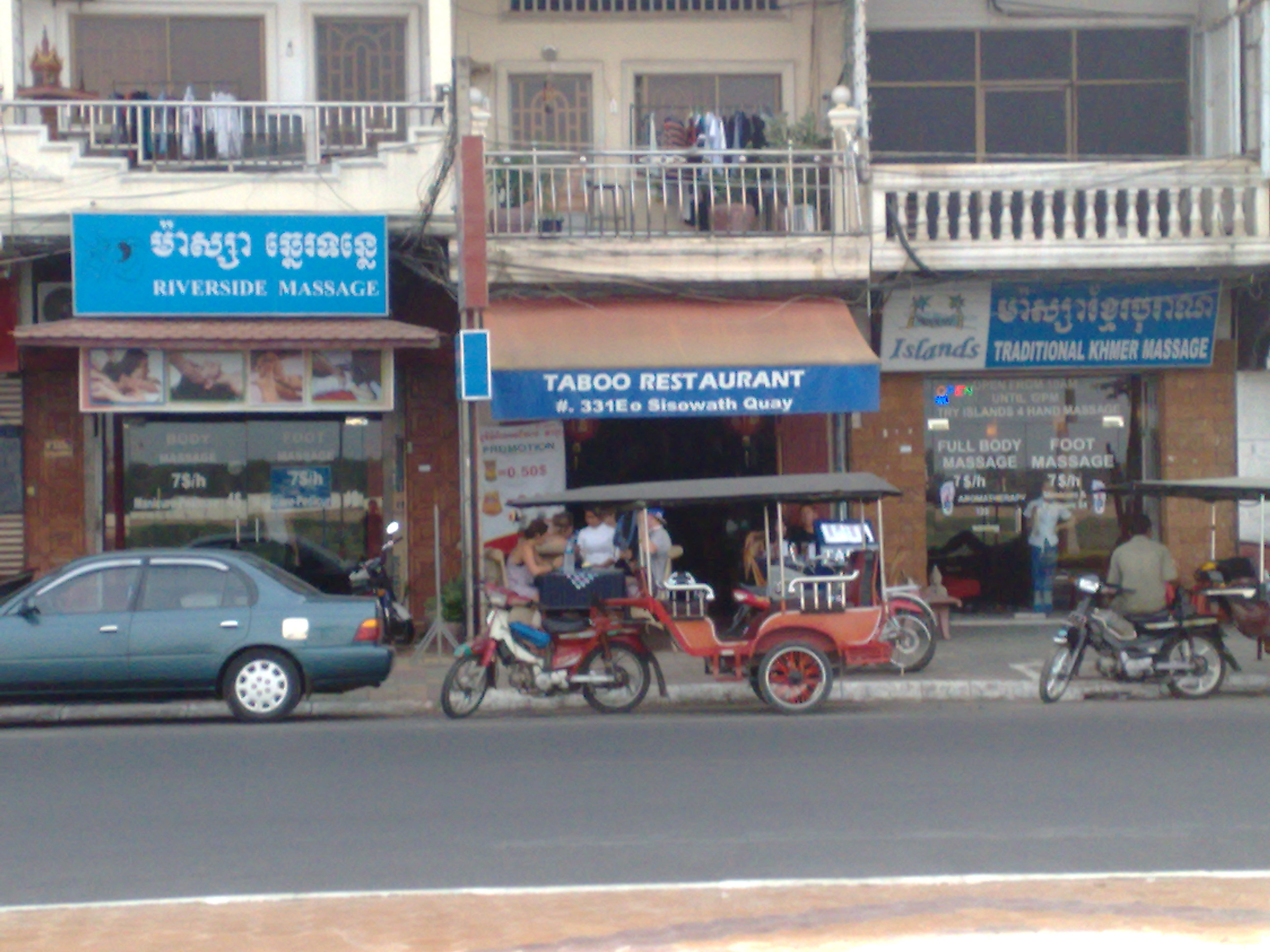
Salón de masaje en Camboya

Un salón de masajes es un lugar en donde se proporcionan servicios de masaje. En algunos de estos también se realiza la prostitución, por lo que el término ''salón de masaje'' se ha convertido en un eufemismo para un burdel.

## Contexto
El concepto "salón de masajes" tiende a estar relacionado con la prostitución, y se popularizó en lo que se conoce como "los Escándalos de Masaje de 1894".  En 1894 la Asociación Médica Británica (BMA) investigó la formación educativa y práctica de los masajistas en Londres, y descubrieron que la prostitución estaba comúnmente asociada con trabajadores no calificados y endeudados, y que a menudo, trabajaban con títulos falsos. En consecuencia, los masajistas legítimos fundaron la Sociedad de Masajistas Entrenados (actualmente conocida como la Sociedad Calificada de Fisioterapia o Chartered Socierty of Phisiotherapy), con un énfasis en los altos estándares académicos y un modelo médico de entrenamiento de masaje.
Particularmente donde la prostitución es ilegal, en los salones de masajes (así como saunas, balnearios o establecimientos similares) se realizan servicios sexuales. Los burdeles ilegales disfrazados como salones de masajes son comunes en muchos países.
Alternativamente, los masajes en ciertos salones pueden tener un "final feliz", lo que significa que el masaje finaliza cuando el cliente recibe un orgasmo sexual. Además de un servicio de ''final feliz'', y dadas las restricciones impuestas en la mayoría de los lugares de estriptis, algunos locales de masajes eróticos también pueden ofrecer ahora un servicio en donde el cliente pueda masturbarse mientras está viendo a un artista realizando estriptis.

## España
En España, los salones de masajes con fines de prostitución son legales siempre y cuando no se den casos de proxenetismo o trata.

## Italia
En Italia, existen casos en donde salones de masajes ofrecen servicios de prostitución. Los anuncios sobre salones de masajes se publican en los periódicos, y en algunos casos, ofrecen masajes ''japoneses'' u ''orientales''. Viva Line, una de las cadenas de salones de masajes más grandes de Italia, fue investigada por la policía en 2003.

## Nepal
En Thamel, el distrito turístico de Katmandú, los salones de masajes típicamente anuncian masajes tailandeses, masajes ayurvédicos o ''masajes especiales''. Algunos ofrecen masajes legítimos, mientras que en otros establecimientos, se realizan servicios sexuales. La prostitución en Nepal es ilegal, por lo que sus propietarios no ofertan sexo de forma explícita, y el pago de sobornos a la policía es un hábito común dentro de la operación.

## Tailandia

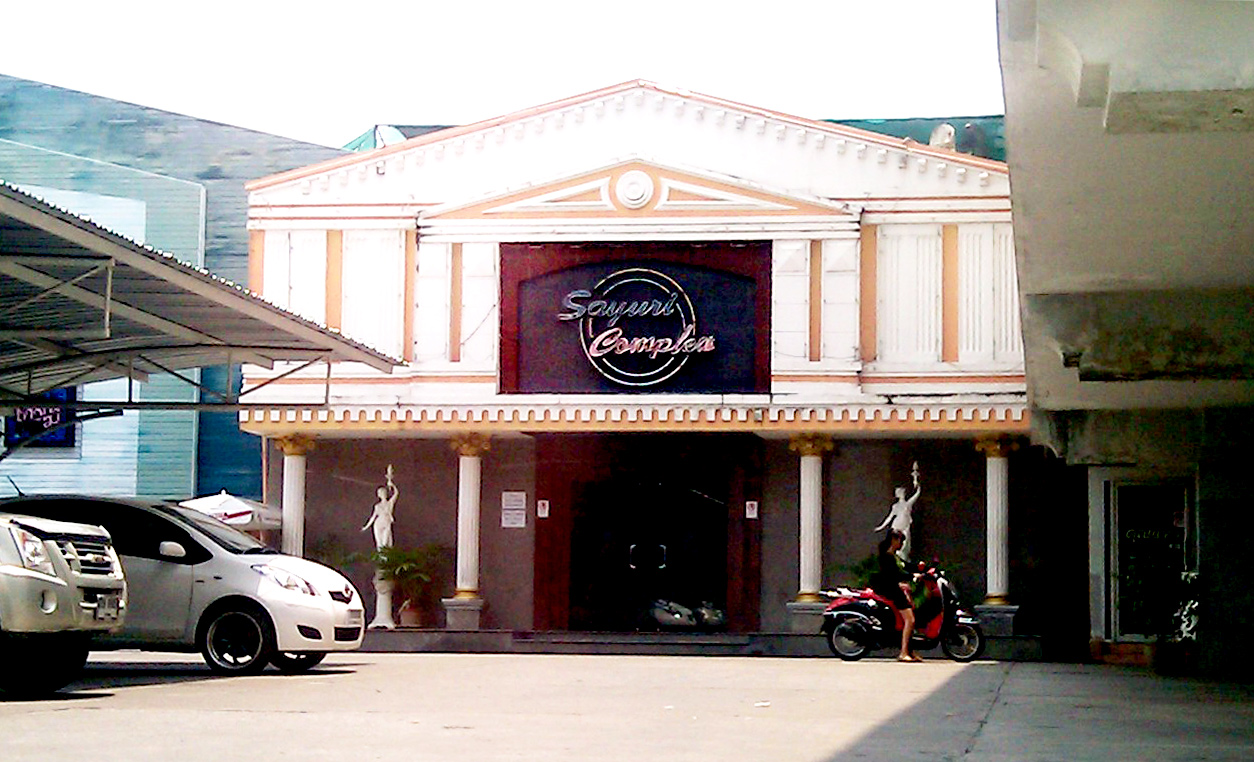
Un salón de masaje y soapland en Chiang Mai, Tailandia

A pesar de que Tailandia es muy conocida por sus experiencias únicas de spa y sus masajes locales particularmente saludables y no sexuales, esta sección hace referencia a un diferente tipo de salón de masajes, asociado con el término tailandés de masajes sexuales.
En 1996, las mujeres extranjeras conformaban la mayoría de las prostitutas de 40 establecimientos de servicios sexuales en 18 provincias fronterizas, las cuales en realidad eran burdeles disfrazados de bares de karaoke, restaurantes y salones de masajes tradicionales. En algunos locales, sin embargo, no existe la presencia absoluta de mujeres tailandesas. A mediados de 1997, un creciente número de chicas jóvenes, cuyo 60% estaba conformado por menores de 18 años, habían ingresado a Tailandia a través del distrito fronterizo de Mae Sai, para trabajar en salones de masajes, burdeles, etc.
La diferencia legal entre un ''spa'' y un ''salón de masajes'' es incierta. En 2016, la Federación de Asociaciones de Spa Tailandés (FTSPA) instó a las autoridades a tomar medidas drásticas contra los salones de masajes que ofrezcan servicios sexuales. El FTSPA sostiene que figuras influyentes han utilizado vacíos legales para abrir ''spas bonitos'' o salones de masajes, en donde los turistas podían comprar servicios sexuales.

## Reino Unido
En el Reino Unido, la prostitución como tal es legal, pero actividades ligadas a ella como el proxenetismo o la administración de un burdel no lo son. Sin embargo, las leyes no siempre son aplicadas de forma estricta. Muchos burdeles en ciudades como Mánchester, Londres y Cardiff operan a través de negocios legítimos que poseen la licencia de ''salón de masajes'', y operan bajo ese nombre. La policía usualmente tiende a hacer la vista gorda antes estos establecimientos. A veces, los salones de masajes suelen publicar anuncios en los periódicos, pero si un diario lleva publicidad de burdeles disfrazados de salones de masajes, este puede ser procesado por lavado de dinero, de acuerdo a la Ley Penal de Activos de 2002. Las pautas de la Sociedad de Periódicos establece que sus miembros (la mayoría de la prensa local), se rehúsen a la publicación de anuncios que ofrezcan servicios sexuales. La pauta también advierte a los editores de que los salones de masajes pueden disfrazar ofertas de servicios sexuales, y sugiere que revisen las calificaciones para garantizar la legitimidad de su servicio. Usualmente, las compañías de periódicos adoptan políticas de rechazar todos los anuncios de salones de masajes.
En 2005, se reportó que en Mánchester había alrededor de ochenta ''salones de masajes'', los cuales estaban vinculados con la prostitución, y que la policía había ignorado estos establecimientos, centrándose en cambio, a reducir la presencia de la prostitución callejera. El 12 de octubre de 2005, el Manchester Evening News informó que ''un proxeneta confeso salió libre de la corte, después de que el juez dijo que la policía había 'hecho la vista gorda' a la prostitución organizada en los salones de masajes de Mánchester".

En diciembre de 2007, el Manchester Evening News eliminó todos sus anuncios de salones de masajes desde sus columnas. Esta movida llevó a una reunión entre ministros y representantes de la industria publicitaria y la prensa. También siguió a los comentarios Harriet Harman, Ministra de la Mujer y la Igualdad, en la Cámara de los Comunes el 25 de octubre, en la que declaró que algunos periódicos locales estaban promoviendo la esclavitud, mediante la publicación de anuncios sexuales para mujeres extranjeras.

## Estados Unidos
La industria de la terapia de masajes en los Estados Unidos ha estado en aumento, y se predice que crecerá en un 19% entre 2008 y 2019. Desde 2009, los clientes estadounidenses gastan entre $4000 y $6000 dólares en visitar este tipo de terapias. A partir de 2016, 46 estados y el Washington D. C. requerían cierto tipo de licencia para los terapeutas de masajes. La inmensa mayoría de los estados del país en donde se requiere licencia, deben de cumplirse antes de que un profesional pueda usar el título de ''terapeuta de masajes'', y en algunos estados y municipios requiere una licencia para practicar todo tipo de masajes. Si un estado no tiene cualesquier leyes de masaje entonces un practicante necesita no solicitar una licencia con el estado.
Entre 1980 y 2009, los salones de masajes en Rhode Island (también conocidos localmente como "balnearios") han sido conocidos por estar involucrados con la prostitución. La prostitución en Rhode Island es legal, siempre y cuando se realice ''a puertas cerradas''. El documental Happy Endings? sigue a mujeres que trabajaron en salones de masajes asiáticos de ese estado. La película se enfoca que el ''servicio completo'' que ofrecen esos locales, aunque también se enfoca en el servicio llamado ''frotar y estirar (donde se realizan handjobs a los clientes).
Desde 2010, se estima que 525 salones de masajes en Nueva Jersey poseen vínculos con la industria de la prostitución.
Un estudio en curso sobre la industria de la prostitución en Nueva York realizado por el Departamento de Sociología de la Universidad de Columbia reveló que, entre 1991 y 2010, el auge del internet y los teléfonos celulares “han permitido a algunas trabajadores sexuales a profesionalizar su negocio”, en donde cambiaron sus servicios en la calle por mercados ''internos'' (incluyendo salones de masajes y escorts), un cambio geográfico en la concentración del trabajo sexual, y el incremento de un mercado de lujo más caro.  En enero de 2011, una investigación realizada por Time Out New York, descubrió que los salones de masajes en Nueva York cobraban una ''tarifa de la casa'' (es cual se cobra generalmente por adelantado a la mama-san del salón) de $60 a $100 dólares por visita, con una propina adicional para las trabajadoras sexuial (normalmente alrededor de $40) para un masaje y un básico ''final feliz'' (o un handjob). La mayoría de los salones de masajes inspecciona fueron muy estrictos acerca de que hubo un sobrepaso entre la masajista y el cliente masculino, pero, en algunos salones, se pudo negociar un mayor contacto.
Gran parte de las principales ciudades de Estados Unidos poseen salones de masajes asiáticos, que usualmente publicitan masajes tradicionales tailandeses. En algunos casos, estos establecimientos suelen realizar la prostitución. A partir de 2005, más de cuarenta salones de masajes asiáticos (mayoritariamente coreanos) operaron como centros de burdeles de guardia en Washington D. C., de los cuales generaban ingresos que promediaban los $1.2 millones de dólares al año. Más de otros 200 salones de masajes (que no eran publicitados abiertamente y fueron en su mayoría realizados en casas y departamentos privados), que atienden especialmente a clientes latinos, tuvieron un ingreso promedio de al menos $800 000 dólares al año.
Los actos sexuales realizados en los salones de masajes pueden variar desde un "final feliz" hasta sexo oral o "servicio total". Algunos de estos salones, generalmente asiáticos, ofrecen una ''ducha de mesa'' o un ''deslizamiento corporal asiático'', así como el acceso a un sauna, previo a la realización de un masaje y/o cualquier actividad sexual.
Craigslist debió dar de baja todos sus anuncios personales, luego de que entrará en vigencia la Ley de Combate al Tráfico Sexual En línea, el 11 de abril de 2018 y en ese mismo mes, los oficiales federales incautaron el backpage. Otras publicaciones en las principales áreas metropolitanas del país han estado bajo presión en el pasado,  para que tampoco puedan publicitar salones de masajes.
La aplicación de la ley en Estados Unidos intenta clausurar o multar los salones de masajes que infrinjan las leyes locales, federales o estatales. Las sanciones por infringir la ley, pueden ser muy severa en algunos casos, especialmente en los que involucran la trata de personas.